# Sean Mosley
Sean Mosley (Baltimora, 14 aprile 1989) è un ex cestista statunitense.